# Clivina australasiae
Clivina australasiae es una especie de escarabajo del género Clivina, familia Carabidae. Fue descrita científicamente por Boheman en 1858.
Habita en Indonesia, Australia y Nueva Zelanda.